# Haigerkapelle (Königheim)

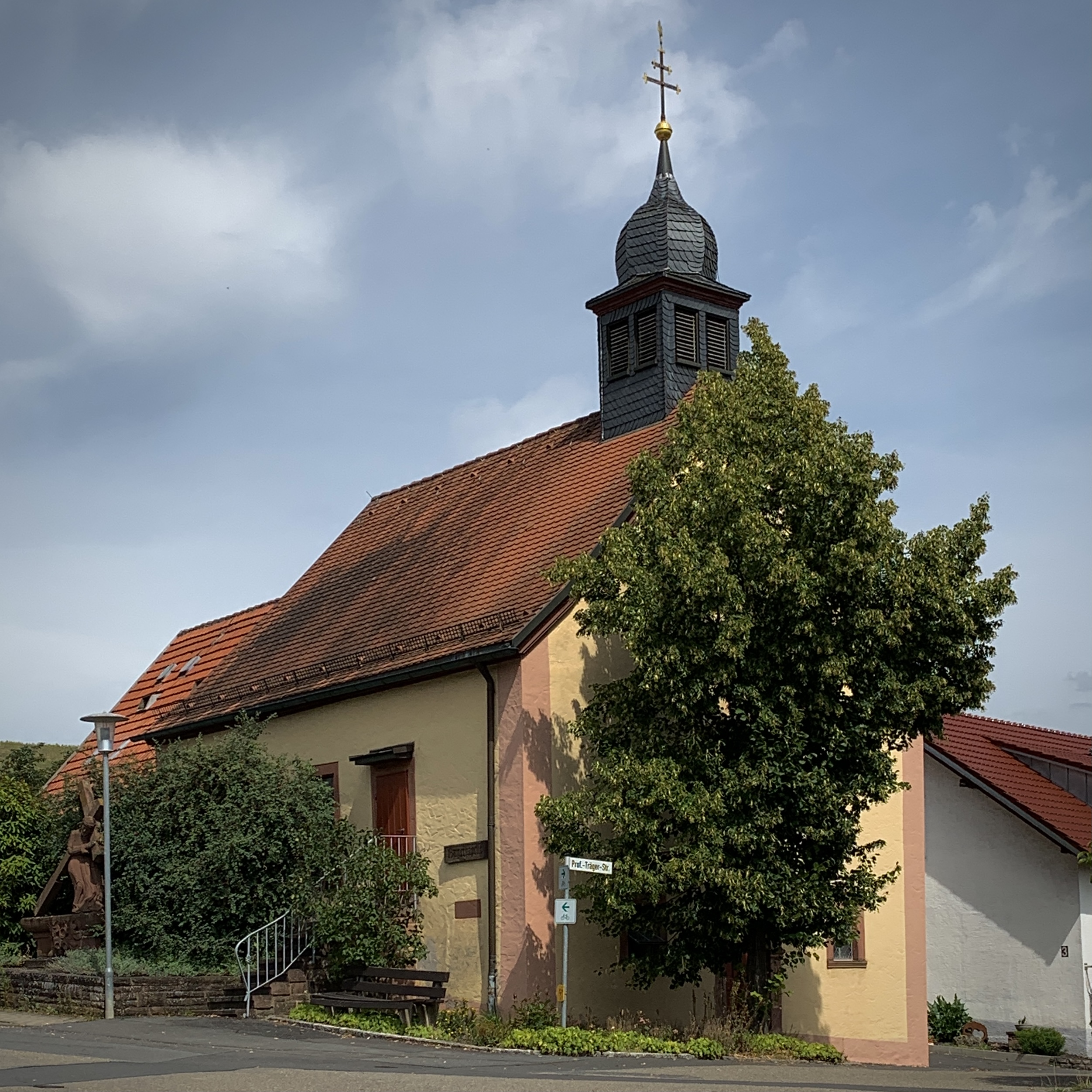
Die Haigerkapelle in Königheim

Die römisch-katholische Haigerkapelle (auch Bonifatiuskapelle) in Königheim im Main-Tauber-Kreis wurde 1740 erbaut.

## Geschichte
Die Haigerkapelle entstand 1740 vor dem unteren Tor, wo sich das Gewann „Die Haiger“ anschließt. Sie wurde nach diesem Gewann benannt. Der kinderlose Valentin Faulhaber, Gerber und später auch Ratsherr, hat sie 1740 gestiftet und erbaut, er stattete sie allmählich aus. Schon der Königheimer Pfarrer Severus schrieb in seiner Chronik, dass ein sehr großes und altes Kreutz über dem Altar aufgehängt wurde, dass ferner die Mutter des Mainzer Offizials (des Geistlichen Johann Adam Faulhaber) eine große Verehrung dieser Kapelle des heiligen Kreuzes bezeigte. Der Stifter Valentin Faulhaber war der Stiefbruder zu diesem Offizial in Mainz und zum Dekan Johann Michael Faulhaber in Hundheim. Diese erlangten in Mainz ohne Wissen des Pfarrers Serverus 1747 die Erlaubnis zur Einweihung der Kapelle. Sie erfolgte am Fest Kreuzerhöhung am 14. September 1747, durch den genannten Dekan Faulhaber aus Hundheim. Pfarrer Serverus wollte dagegen alle Gelder für den Bau der neuen Kirche reservieren und den Gottesdienst in der Pfarrkirche besorgt wissen. Aber Valentin Faulhaber ließ 1748 ein Holztürmchen mit einer Glocke aufsetzen, das Glöcken wurde zur Ehre des hl. Bonifatius durch den Würzburger Weihbischof Daniel von Gebsattel geweiht, wohl in Würzburg.
Valentin Faulhaber besorgte noch verschiedene bemalte und vergoldete Bildwerke, offenbar die haute noch vorhandenen aus Ton, und vermachte 7 Gulden für das Halten der Messen in der Kapelle an den Feiertagen der Fastenzeit. 1806 aber wurde die Feier dieser Messen in die Pfarrkirche verlegt. Der Geist der Aufklärung wollte alle überflüssigen Kapellen beseitigen, denn dort könne sich Gesindel verschlupfen und alle Vorliebe für eine besondere Andachtsstätte wurde als Aberglaube verdächtigt. Friedhofskapellen wurden geduldet, aber die Haigerkapelle sollte laut Befehl von 1825 niedergerissen werden. Der Vogt Weirich bat im Januar 1826, diese Kapelle weiter für Beter offen zu halten. Diese Bitte an das Badische Innenministerium war vergebens. Schon 1808 waren die Zivilbehörden gesinnen gewesen, die Kapelle in einem so elenden Zustand sei, dass er die Dorthin der in der Fastenzeit gefeierten Messen in die Pfarrkirchen verlegt habe; es sei kein Fond der Kapelle vorhanden, sie werde also einmal einstürzen. „Soeben erteilet mir Herr Oberschultheiß die Nachricht, dass ihm die Weisung zugegangen, die Kapelle niederzureißen. Ich ersuchte ihn, acht Tage einzuhalten, da erhoffte ich auch die Einschließung vom Kommissariat (in Aschaffenburg).“
Es war nochmals Ruhe eingetreten, aber am 13. April 1826 verfügte das Bezirksamt, dass der Vogt bei Strafe von 2 Reichstalern die Kapelle niederreißen müsse. Vom Generalvikariat Bruchsal wurde dem Pfarrer befohlen, die Kapelle zu exsekrieren, also den Altarstein mit den Reliquien und andere geweihte Gegenstände zu entfernen. Das Bezirksamt verordnete: „Die Kapelle ist durch Fronden einzulegen und das Holz versteigern zu lassen, innerhalb 8 erwartete man Vollzugsbericht“. Dagegen erklärten die Zimmerleute und Maurer mit Unterschrift, „dass man zwar unter obrigkeitlichen Befehl allen Gehorsam leisten wollte, allein zu diesem Geschädt ließe man sich nicht gebrauchen.“ Am 8. Oktober 1826 wurden aus Tauberbischofsheim Zimmerleute beordert, welche die Kapelle abreißen sollten. Die Einwohner ließen sie aber nicht ins Dorf hinein. Der Vogt wurde deswegen angewiesen, innerhalb 3 Tagen die Leute anzuzeigen, welche die Bischofsheimer Bauleute mit Drohen und Beschimpfungen beleidigt haben. Da dieselben nächstens wieder dort eintreffen werden, habe der Vogt dafür zu sorgen, dass diesen hilfreiche Hand geleistet und alle Unordnungen und Widersetzlichkeiten vermieden werden; zugleich werde der Amtsbote und Polizeidienstgardist dorthin befördert. Wer sich widersetzt, sei zu arrestieren.
Als man daran ging die Kapelle am Chor abzubrechen, steigerte sich die Erregung der Bevölkerung bis zur Wut. Der Chor wurde wirklich abgebrochen. In dieser äußersten Not kaufte Rentmeister Faulhaber den noch stehenden Rest. Er erhielt ihn unter dem Verspreche, sich eine Wohnung einzubauen. Er richtete, um der Vorschrift zu genügen, wie heute noch den drei Fenstern sichtbar ist, ein paar Zimmer unter dem Dach ein, benutzte sie aber nicht. Die Genehmigung zum Gottesdienst erhielt man erst im Jahr 1845 wieder. In Königheim wurde es im Jahr 1831 in der Haigerkapelle wieder lebendig. Ein Inschriftstein an der Westseite der Kapelle lautet:

„Dem Gecreuzigten Jesu, seiner Liebenden Mutter und allen Heilligen zu Ehren Hat Joseph Anton Faulhaber und seine Hausfrau Anna Maria Diese Kapel wieder aufbauen lassen. Anno 1831.“

Inzwischen wurde 1907 die Haigerkapelle als Eigentum der katholischen Kirchengemeinde ins Grundbuch eingetragen; einer kleinen Renovation von 1875 folgte 1938 eine größere. Seit 1984/85 wirkt auch das Landesdenkmalamt mit. Die Innere wurde gründlich renoviert.

## Ausstattung
Bemerkenswert ist die Ausstattung. Es waren hier sechs aus Ton gebrannte Figuren, die Rot und Golden bemalt sind. Unter dem alten Holzkreuz, später unter dem gemalten Kreuzbild, standen Maria und Johannes. Eine sitzende Schmerzensmutter ohne den Leichnam Jesu im Schoß ist jetzt in der Pfarrkirche in der hinteren Nische des linken Seitenganges. 1833 kamen 14 Kreuzwegstationen und ein Ölbergsbild als große farbenprächtige Hinterglasmalerei an die Kapelle. Auf dem Ölbergsbild ist der Maler vermerkt: „Virtus Weber pinxit zu Dittwar 1833“. Auf den Stationsbildern steht in Anfangsbuchstaben und auf 4 Bildern ausgeschrieben das Stifterehepaar, dass auch die Kapelle erneuern ließ: „Jos. Anton Faulhaber, Anna Maria Faulhaber dessen Ehefrau“. Es sind nur 10 Stationsbilder und die Ölbergsgrenze erhalten. Sie stehen zurzeit im Pfarrhaus. Man wird sie wegen Diebstahlsgefahr nicht mehr in die Kapelle hängen. Als Stifterin der Ölbergsgrenze ist Rosina Fahrmeier angegeben; sie war Ehefrau des Joh. Nepomuk Fahrmayer.

Ansichten der Haigerkapelle
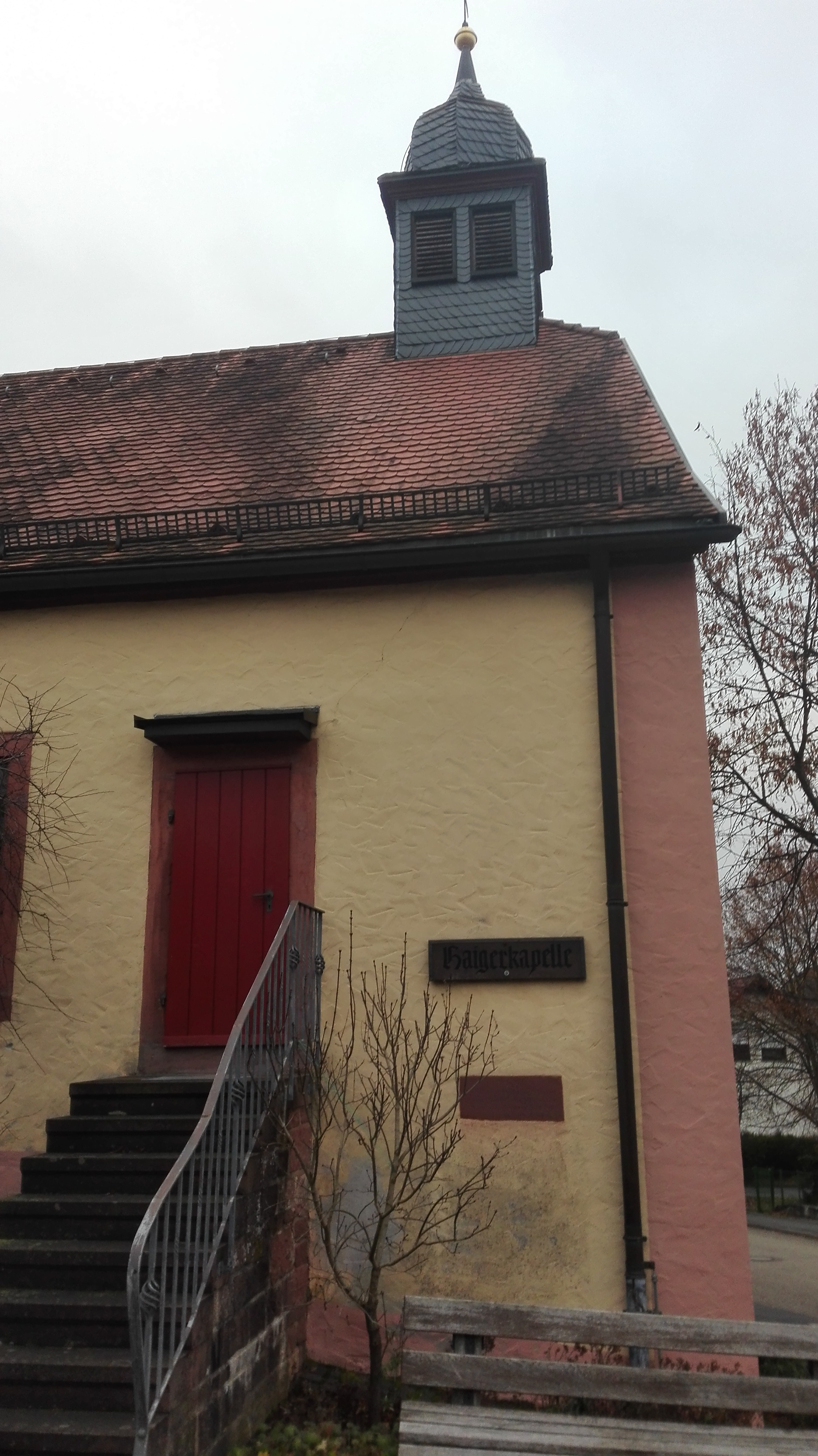
Seiteneingang
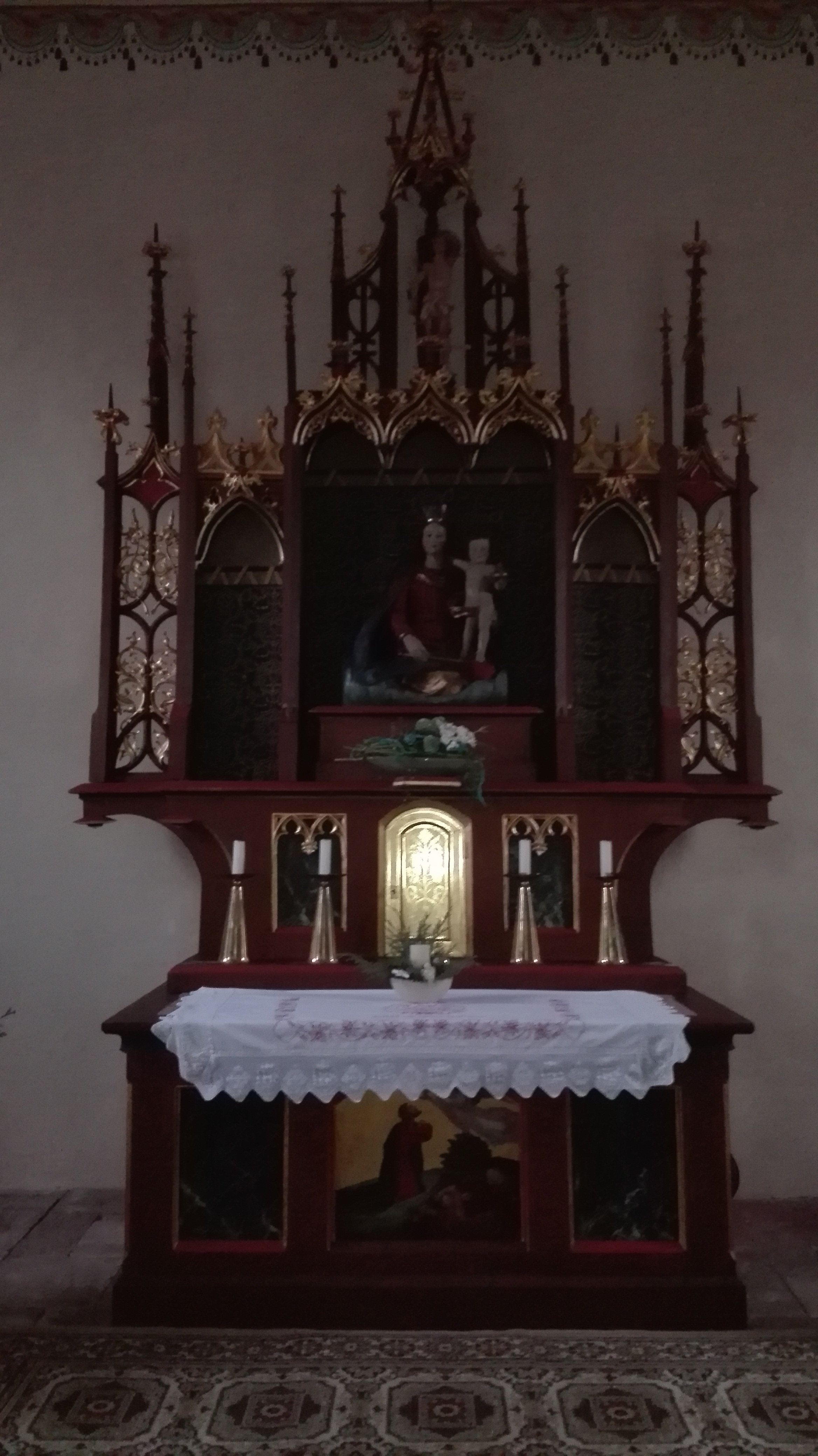
Altar
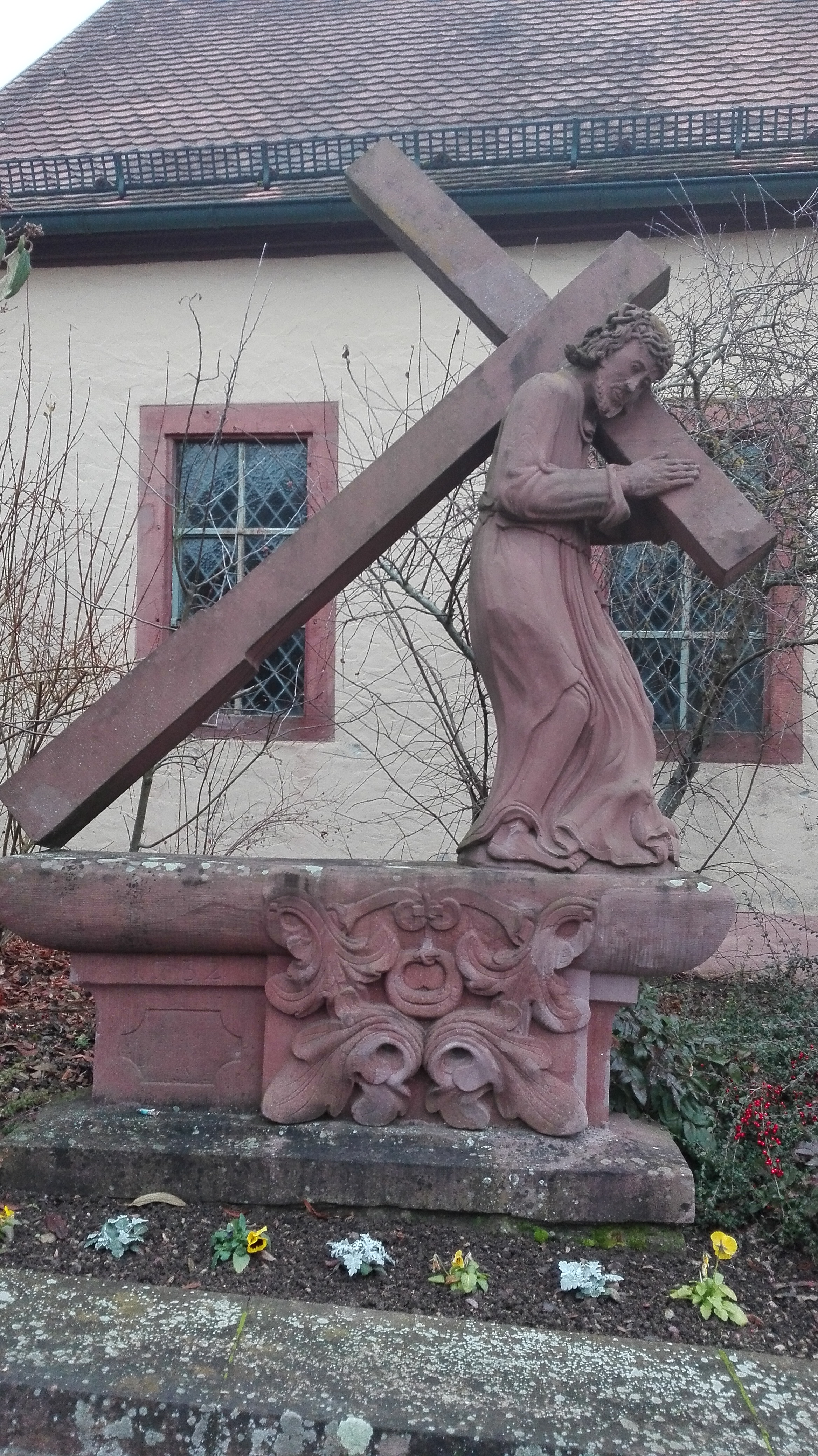
Statue vor der Kapelle

## Glocken
Die Haigerkapelle verfügt über zwei Glocken, die 1642 im Frühbarock zur Zeit des Dreißigjährigen Krieges von dem Glockengießer Paul Arnold von Fulda gegossen wurden. Die Glocke bietet Platz für eine Inschrift:"SANNA HEIS ICH". Das erste Wort ist der Glockenname OSANNA, dass O ist dem Guss an der Form abgefallen, an seiner Stelle ist ein Zwischenraum. (Inschriften Nr. 498) Die Bibelstelle "Hosanna in der Höhe" passte für die hochhängenden Glocken, zugleich passte sie für eine Wandlungsglocke, da im Sanctus der Messe zweimal der Jubelruf Hosanna findet. Laut einer Legende wurde sie aus kupfernen Häfen, Kesseln, Messingleuchter und Schröpfköpfen gegossen. Die Glocken kamen 1952 aus der Kapelle im Hof Weikerstetten in die Haigerkapelle nach Königheim, dennoch hatte die Kapelle schon 1748 eine Glocke erhalten, die aber 1825 niedergerissen wurde.